# 年周視差

近い恒星は遠い恒星に対して地球の位置が変わると位置が変わって見える

年周視差（ねんしゅうしさ）とは、地球の公転運動による視差のために天体の天球上の位置が公転周期と同じ周期で変化して見える現象のことである。

## 概要
年周視差による天体の見かけ上の運動は天球上の天体の黄緯によって異なる。黄緯±90度（黄道極）付近においては円運動をするように見える。黄緯が小さくなるにつれて黄緯方向を長軸とする楕円運動になり、黄緯0度（黄道上）では直線上を往復する運動となる。年周視差の大きさは楕円運動の長軸の長さの半分の角距離で表す。
年周視差の大きさは地球からの天体の距離に反比例して小さくなる。そのため年周視差が測定できれば、地球からその天体までの距離を三角測量で知ることができる。地球からの天体の距離が3.26光年にある時、年周視差はちょうど1秒となる。天体の距離を表す単位であるパーセク (parsec) はこれに由来する。
地動説に基づいて古くからその存在が予言されていたが、年周視差の大きさは極端に小さいためにその観測は非常に困難であった。もっとも地球に近い恒星であるケンタウルス座α星でも年周視差はわずか0.76秒である。これは271m先にある物体を1mmずらしたときに発生する視差を検出することに等しい。ティコ・ブラーエは年周視差が観測できなかったことで地動説を否定し天動説を支持する理由に挙げている。しかしヨハネス・ケプラーが惑星が楕円運動をしているという仮定で、従来の天動説よりも遥かにシンプルに天体の運行を説明できたため、年周視差が未だ発見されないという弱点をかかえつつも、地動説が定着していった。
地動説を支持する直接の証拠としては、ケプラーの法則の発見から100年以上を経て、ジェームズ・ブラッドリーの年周光行差の観測によってなされた。ブラッドリーは本来は年周視差の観測を目的としていたが、これには成功していない。初めて年周視差の観測に成功したのは、さらにそれから100年以上を経て、フリードリッヒ・ヴィルヘルム・ベッセルで1838年にはくちょう座61番星の年周視差が0.314秒であることを確認した。間を置かずにフリードリッヒ・フォン・シュトルーベがベガで0.26秒、トーマス・ヘンダーソンがケンタウルス座α星で0.76秒角の年周視差を観測したと発表。
大気の揺らぎなどにより地球上からの精密な年周視差の値の測定は難しい。そのため宇宙空間から年周視差の測定を行うため、1989年にヒッパルコス衛星が打ち上げられた。その結果、地球からおよそ150パーセクまでの範囲にある、11万8274個の恒星の年周視差が1/1,000秒角の精度で測定され、これらの恒星の距離の精度が大きく向上した。また、VERA計画では、電波望遠鏡を用い、10マイクロ秒角の精度で観測を行っている。

## 参照
1. ↑  “VERAとは”.   VERA. 2021年3月20日閲覧。